# Cyrus Hamlin
Cyrus Hamlin (26 avril 1839 - 28 août 1867) est un avocat, un homme politique et un général de Bangor dans le Maine, qui sert dans l'armée de l'Union pendant la guerre de Sécession.

## Avant la guerre
Hamlin naît à Hampden, dans le Maine, une banlieue de Bangor. Il est le troisième fils d'Hannibal Hamlin, le vice-président des États-Unis, et de son épouse. Son frère, Charles Hamlin, sera commandant dans l'armée de l'Union,, qui sera  breveté brigadier général à la fin de la guerre.
Hamlin fait ses études à l'académie de Hampden et étudie à l'université de Waterville (Waterville College - maintenant Colby College) à Waterville, dans le Maine. Il est admis au barreau en 1860 et pratique le droit pendant un an à Kittery, Maine.

## Guerre de Sécession
Hamlin obtient une commission de capitaine dans l'armée de l'Union en avril 1862, servant d'aide-de-camp au major général John C. Frémont. 
Hamlin est parmi les premiers à défendre l'enrôlement de troupes afro-américaines dans l'armée de l'Union. En février 1863, il est nommé en tant que premier colonel du 80th United States Colored Troops, et est affecté au service en campagne en Louisiane. Il prend y finalement la responsabilité d'une brigade de troupes noires, et participe au siège de Port Hudson. Il est promu au brigadier général en décembre 1864 et reçoit le commandement du district militaire de Port Hudson, en Louisiane, du département du golfe. Hamlin est libéré du service des volontaires des États-Unis le 15 janvier 1866.
Le 21 février 1866, le président Andrew Johnson propose Hamlin pour l'attribution du brevet de major général, des volontaires des États-Unis, avec une date de prise de rang au 13 mars 1865, et le sénat américain confirme la nomination le 26 avril 1866.
Hamlin est un compagnon de l'ordre militaire de la légion loyale des États-Unis.

## Après la guerre
Hamlin reste en Louisiane après la guerre, pendant les premiers jours de la reconstruction, mais il meurt de la fièvre jaune en 1867. Bien qu'il soit d'abord inhumé dans le cimetière de Girod Steet à La Nouvelle-Orléans, en Louisiane, il est inhumé trois mois plus tard, dans la parcelle de sa famille dans le cimetière de Mount Hope à Bangor, dans le Maine.